# Mariánský sloup (Toužim)
Mariánský sloup (rovněž Sloup se sousoším Panny Marie) je barokní sochařské dílo v Toužimi v okrese Karlovy Vary v Karlovarském kraji. Od roku 1964 je chráněn jako kulturní památka.

## Historie
Mariánský sloup v Toužimi vznikl v roce 1705. Tento letopočet je uveden na přední straně podstavce. Autorství není známé, nejspíš se jedná o dílo některého z místních sochařů. Krátce po vztyčení sloupu v roce 1708 založil toužimský purkmistr Jan Jiří Beyer fundaci, schválenou pražskou arcibiskupskou konzistoří v roce 1709. Ta byla určena na zpívání litanií na svátky svatého Josefa, Zvěstování Panny Marie a svatého Jana Křtitele. 
První známé restaurování mariánského sloupu se uskutečnilo v roce 1905. Ve farní pamětní knize se uvádí, že je nechal provést „Okrašlovací spolek“. Finanční prostředky nebyly dostatečné, a proto zbývající část nákladů pokryla sbírka. Byla provedena renovace soch a okolí sloupu ohraničili železnou mříží. Státní památkový úřad dopisem z 6. srpna 1919 upozornil na poškozování soch světců okolními křovinami, zejména proto, že pískovcové sochy nemohly pod listovím po dešti rychle uschnout. Bylo doporučeno okolní divoce rostoucí křoviny prosekat. Při kontrole v roce v dubnu 1921 bylo zjištěno, že požadavku bylo částečně vyhověno. 
Roku 1941 oznámilo město Památkovému ústavu záměr přestavět náměstí na park s tím, že se počítá s odstraněním sloupu. Památkový úřad protestoval a nakonec k odstranění sloupu nedošlo. 
Další oprava sloupu proběhla roku 1957, ovšem při prohlídce zástupci památkové správy zjistili nedostatky práce restaurátorů. Restaurátorská komise kritizovala v roce 1960, že závažné problémy jsou v retuši fragmentů figur a značné poškození soch a soklu je způsobeno nejen zvětráváním, ale i trhlinami a nevhodnými opravami.
Poslední opravy sloupu, celkové restaurování v hodnotě 1,7 mil.  korun, se uskutečnilo v letech 2009–2010. Za přispění Státního zemědělského intervenčního fondu byl zrestaurován celý sloup včetně soch. V rámci akce „Regenerace náměstí Jiřího z Poděbrad“ nechalo město v únoru 2013 veškeré stromy u mariánského sloupu vykácet.

## Popis
Sloup se nachází uprostřed města Toužim v zadlážděné mírně svažité ploše v horní části náměstí Jiřího z Poděbrad a je čelem obrácen k západu. Stojí na dvou kamenných stupních a původně jej obklopovala kamenná balustráda, ze které se zachovala pouze čtveřice nárožních hranolových pilířů s patrně mladšími barokními pískovcovými sochami světců. Sloup je obklopený železným plůtkem. Na nárožích stojí na podstavcích socha svatého Jana Křtitele, socha svatého Josefa s Ježíškem v náručí, socha svatého Floriána a socha svatého Jana Nepomuckého. Vrcholové sousoší Panny Marie je umístěno na korintském sloupu. Tvoří jej Panna Marie s Ježíškem v náručí, sousoší je doplněno restaurovanými pozlacenými atributy. Panna Marie drží v levé ruce pozlacené žezlo, v pravé ruce jablko s pozlaceným křížkem. Na hlavě má pozlacenou korunku stejně jako Ježíšek. Vlastní sousoší stojí na hranolovém podstavci s horní i spodní profilovanou krycí deskou. Na železných konzolách všech podstavců bývaly v minulosti umístěny lucerny. Sloup a sochy jsou vytvořeny z hrubozrnného pískovce.

## Fotogalerie

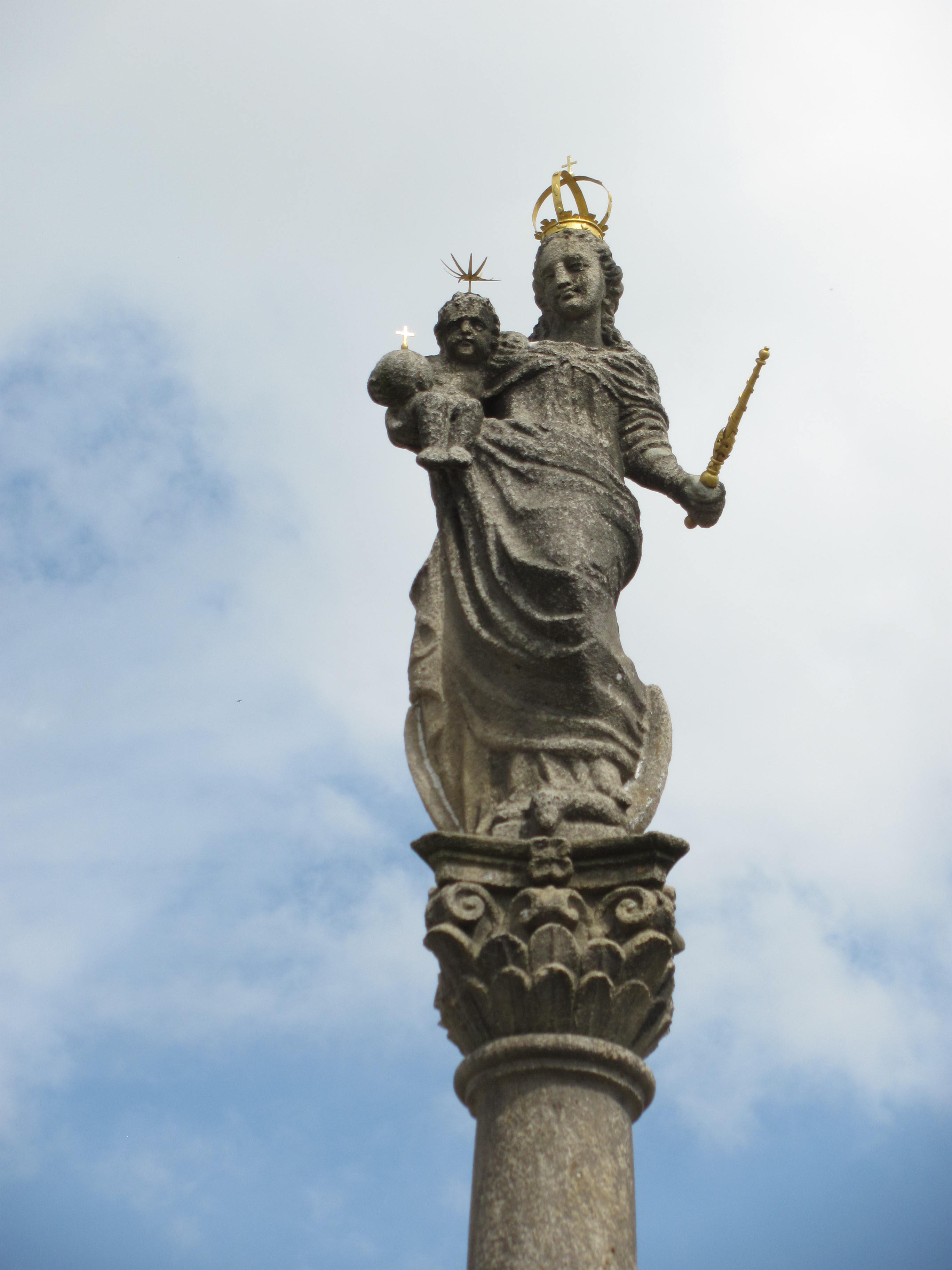
Vrcholové sousoší Madony
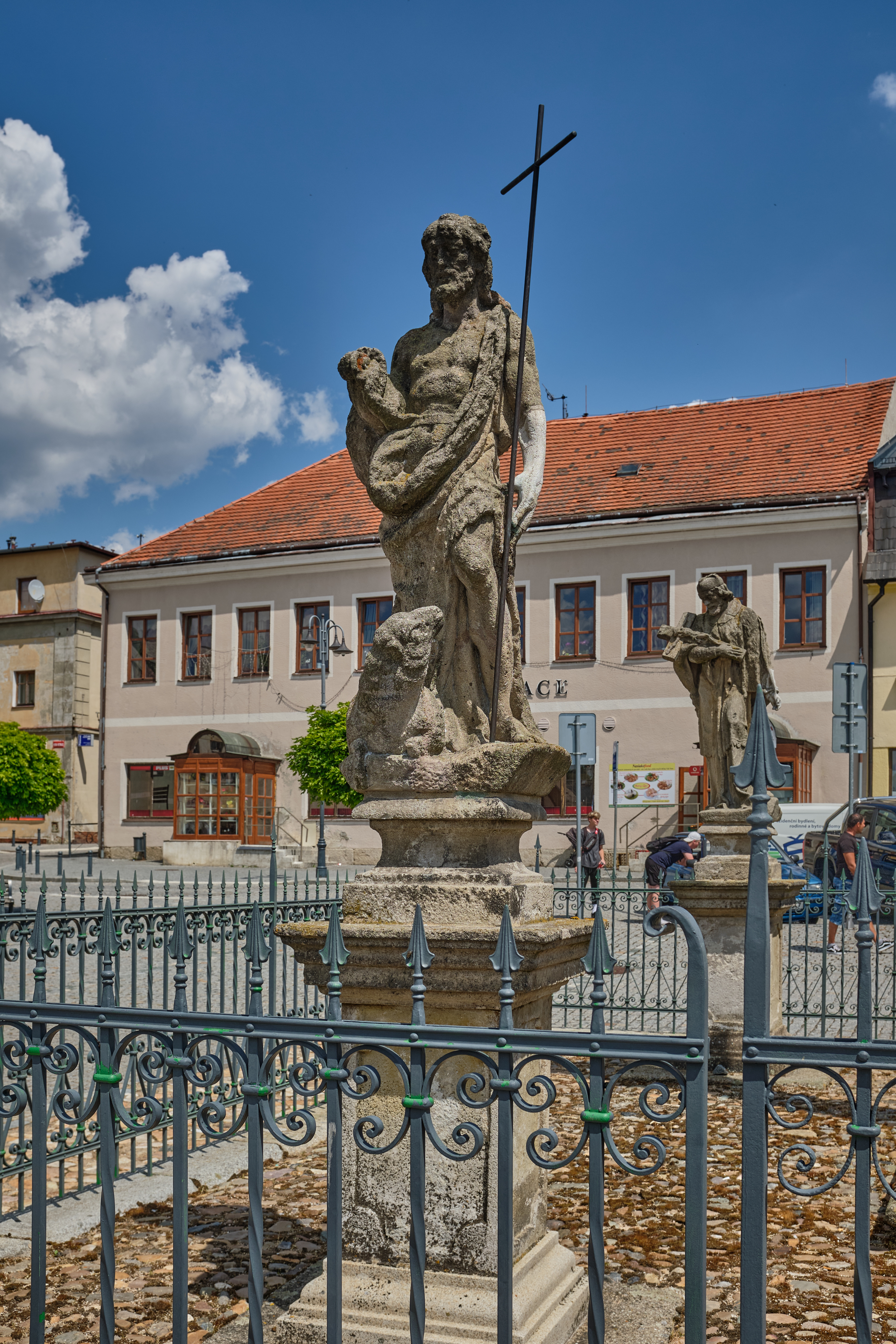
Socha svatého Jana Křtilele
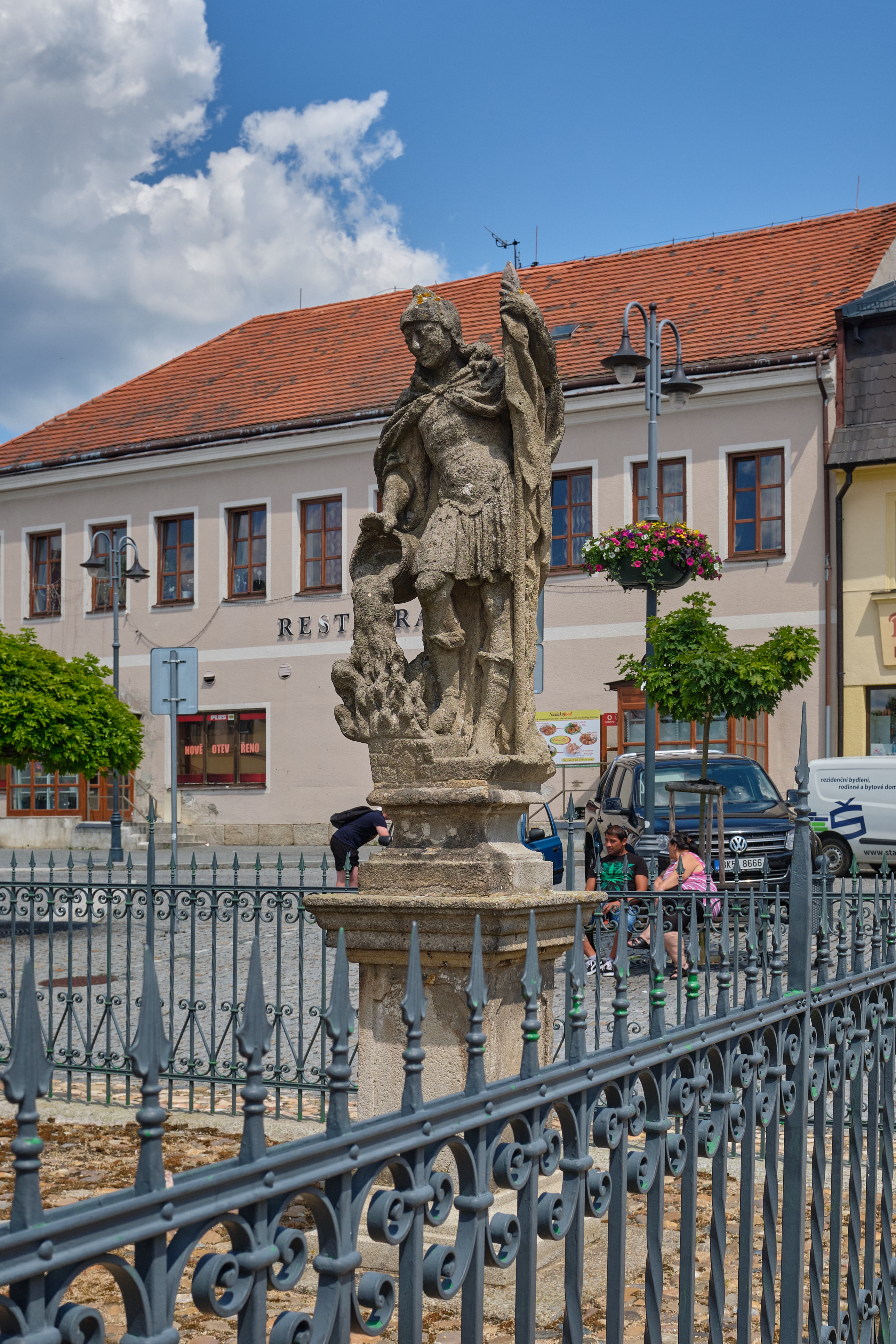
Socha svatého Floriána
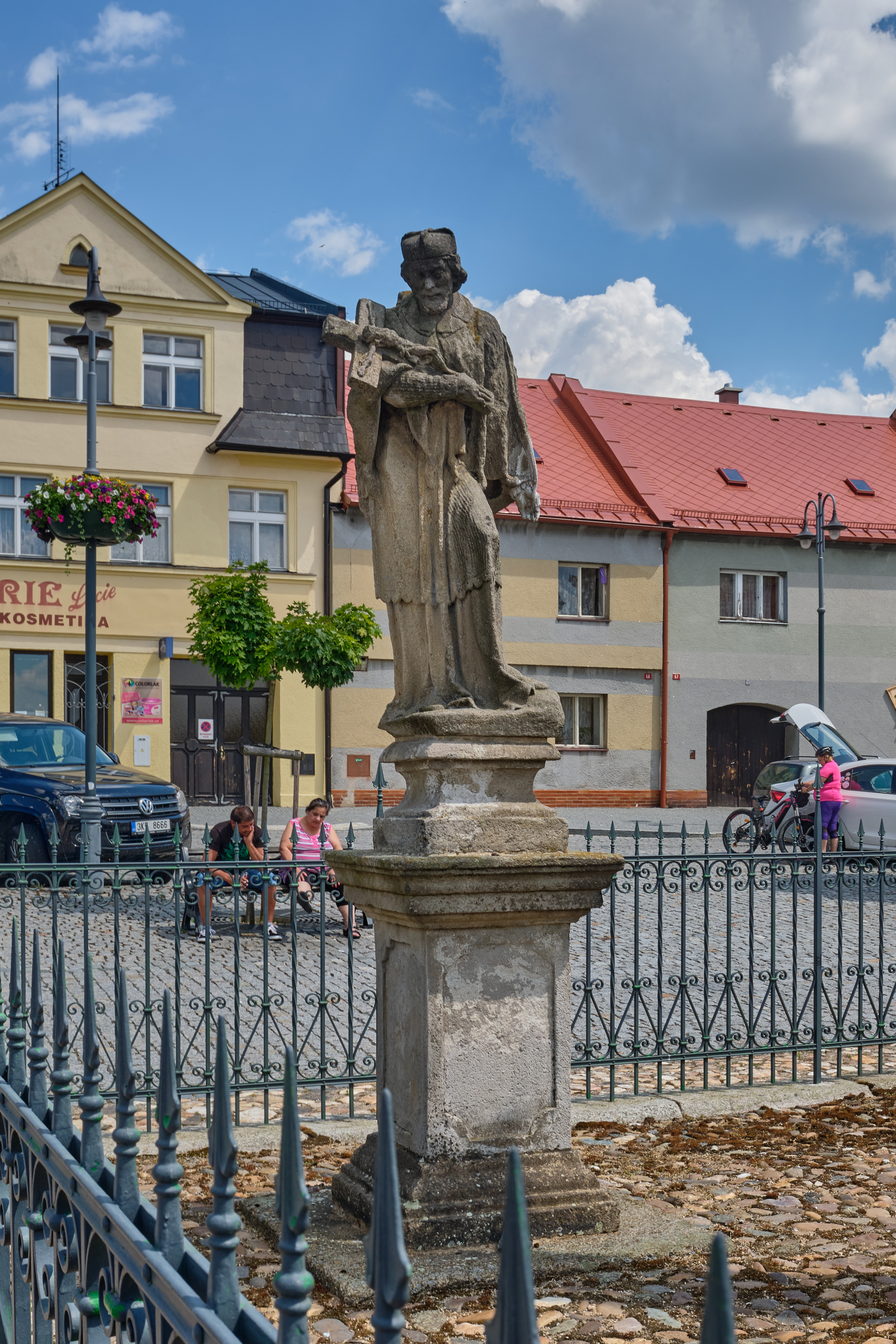
Socha svatého Jana Nepomuckého
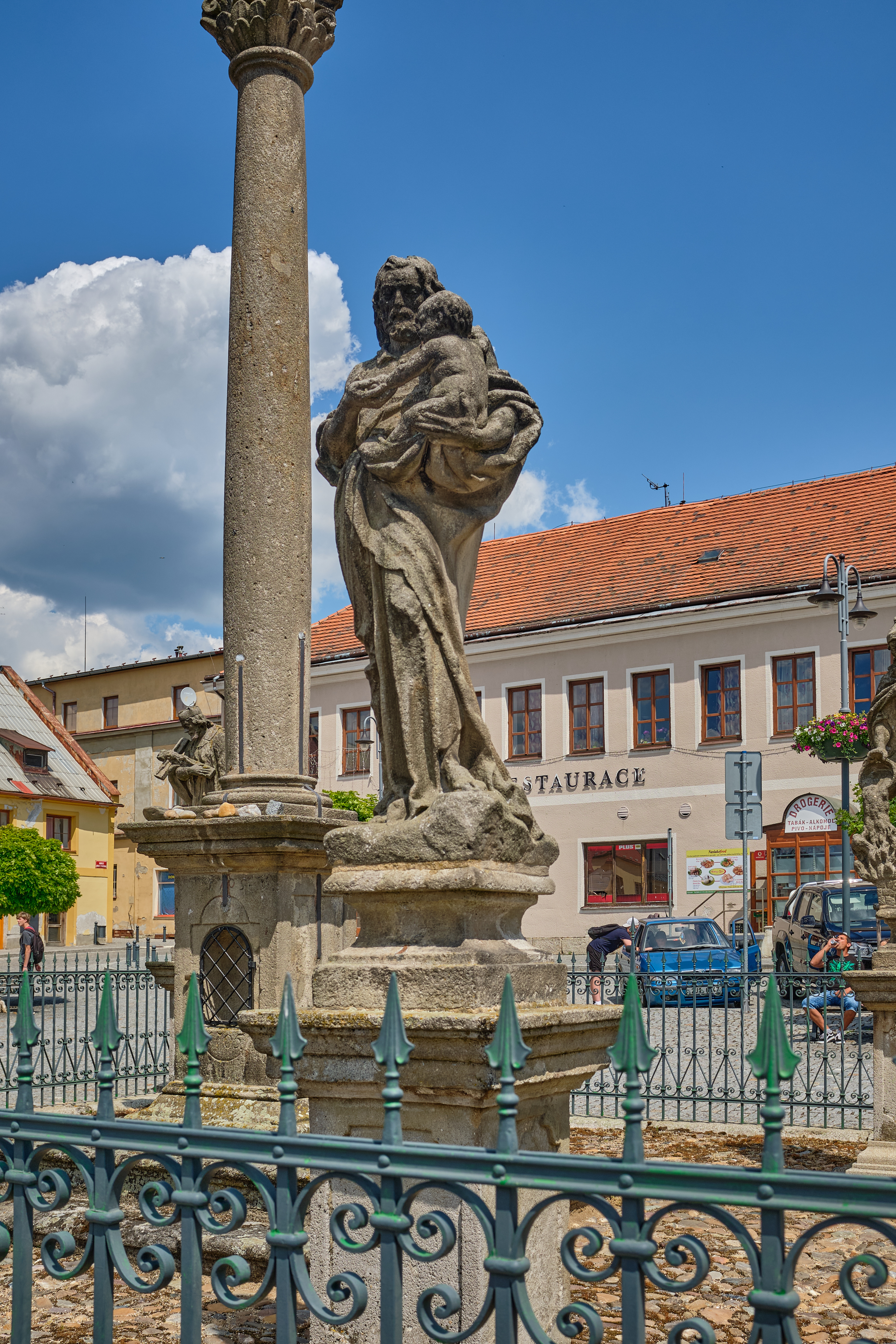
Socha svatého Josefa